# Ecuador
För andra betydelser, se Ecuador (olika betydelser).

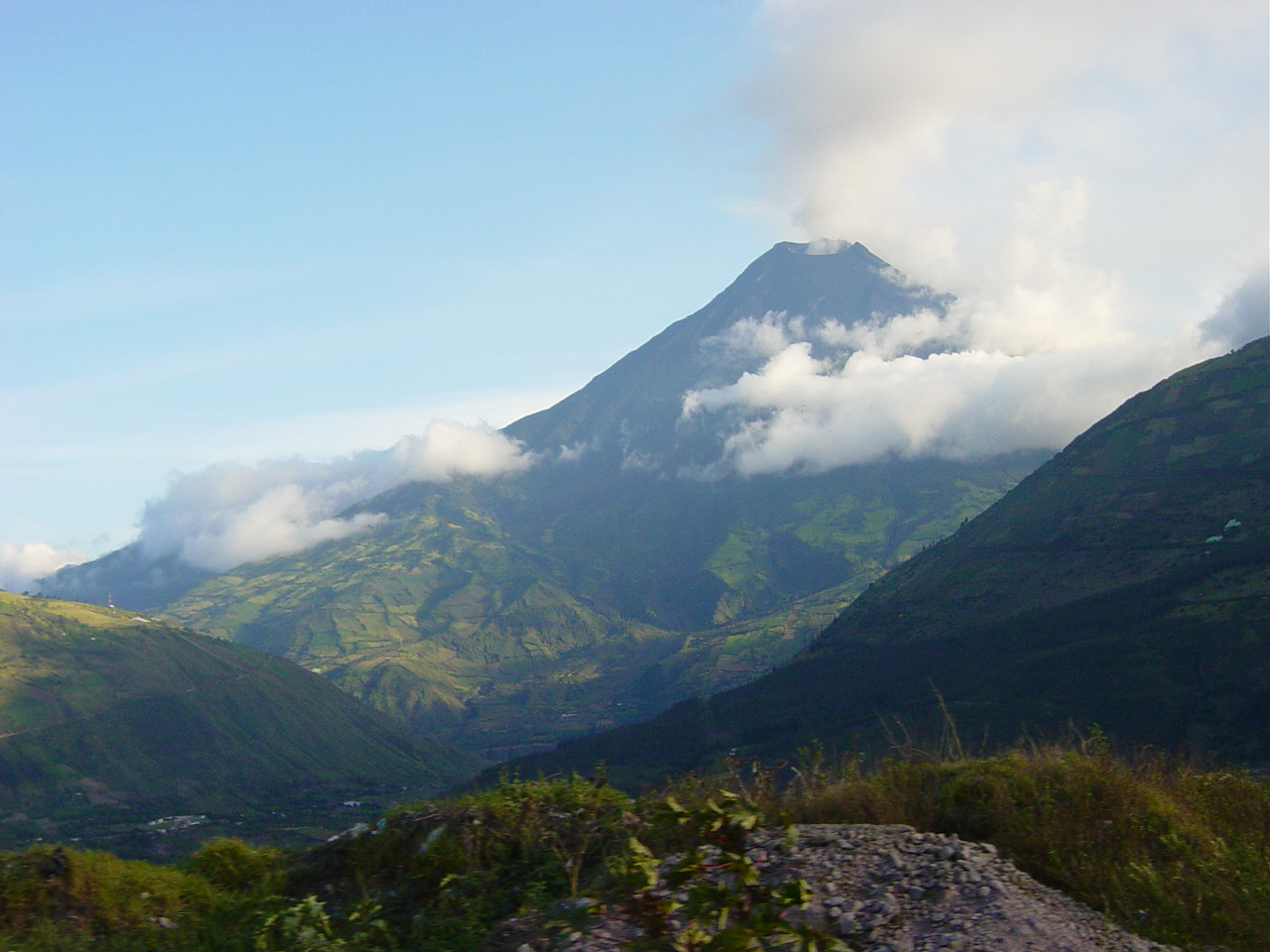
Tungurahua

Ecuador, formellt Republiken Ecuador, är en stat i nordvästra Sydamerika, vid ekvatorn. Landet gränsar till Colombia och Peru.
Landet har sitt namn efter ekvatorn som skär genom dess norra del. Gränsen mot Peru är sedan länge omtvistad och gränsstrider har förekommit (en betydande del av Amazonasområdet avträddes till Peru 1942).

## Historia
Ecuador var en del i Inkariket och Quito var huvudstad för riket då. När spanjorerna erövrade Inkariket drabbades indianerna i Ecuador hårt.
Republiken vid ekvatorn var ett land av tre länder som uppstod då Storcolombia föll samman 1830. De andra var Colombia och Venezuela, medan Panama blev självständigt från Colombia i början av 1900-talet. Mellan 1904 och 1942 förlorade Ecuador områden i flera konflikter med grannländerna. Ett gränskrig mot Peru flammade upp 1995, men löstes 1999.

## Geografi

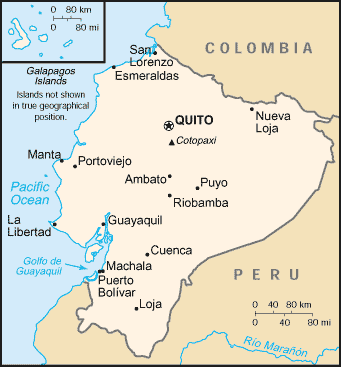
Ecuador

Ecuador har stora klimatvariationer, beroende på höjden över havet.Landet består av tre skilda landskapsformer: kustslätten, Andernas nord-sydliga bergskedjor och låglandet öster om bergen. Vid Stilla havet utbreder sig ett bördigt kustland (la Costa) med floden Guayas delta. Det centrala höglandet (la Sierra) uppfylls av Andernas skogklädda huvudkedjor, Västcordilleran och Östcordilleran, som inramar en väldig högplatå på över 2 000 m höjd. Bergskedjorna har toppar på upp till 6 000 m och det finns många vulkaner, bl.a. den slocknade Chimborazo (6 310 m) samt Cotopaxi (5 897 m). På högre höjd i Anderna avlöses den tropiska och subtropiska skogen av gräsklädda slätter med hedvegetation. Ovanför dessa vidtar tundran och, i områden över 5 000 m, den eviga snön. Den tredje naturregionen är det vidsträckta låglandet öster om Anderna (el Oriente), som ingår i Amazonbäckenet. Det täcks av en artrik tropisk regnskog och avvattnas av bifloder till Amazonfloden. Här råder ett varmt och fuktigt klimat med stora regnmängder. Andernas högslätter har ett tempererat, i regel behagligt klimat med små variationer. Det tropiska klimatet vid kusten modereras av den kalla Humboldtströmmen. Den periodvis uppträdande varma strömmen El Niño orsakar katastrofer (översvämningar, fiskdöd med mera). Ecuador drabbas ofta av svåra jordbävningar och vulkaniska aktiviteter.
I Ecuador ligger den kända vulkanen Cotopaxi, ofta felaktigt omnämnd som världens högsta aktiva vulkan. Ecuadors högsta vulkan är Chimborazo som ligger mycket nära ekvatorn. Chimborazos topp är den punkt på jorden som befinner sig längst ifrån jordens medelpunkt. 

### Klimat
Klimatet i Ecuador är synnerligen varierande. På låglandet vid Stillahavskusten och i Amazonasbäckenet är klimatet tropiskt. På höglandet är det tempererat. Temperaturen i huvudstaden Quito (2.800 m ö.h.) rör sig, året runt, mellan 10 grader på natten och 21-22 grader, som mest, på dagen. Vid kusten är klimatet fuktigt i norr, mot colombianska gränsen, och blir sedan torrare ju längre söderut man rör sig, på väg mot den peruanska öknen.

### Växt- och djurliv
Landet har en hög biologisk mångfald på grund av läget vid ekvatorn, delar av Anderna i landets centrum och två olika havsströmmar (Humboldtströmmen och Panamaströmmen) som möts framför kusten. Anderna är här uppdelade i två huvudkedjor vad som skapar gränser mellan närbesläktade arter. På grund av den varma Panamaströmmen förekommer regnskogar vid nordvästra kusten medan Humboldtströmmen ger upphov till ganska torra regioner vid sydvästra kusten.
Till Ecuador hör också ögruppen Galápagosöarna, som bl.a. är kända för förekomsten av jättesköldpaddor. Ecuador uppvisar ett rikt fågelliv med över 1 600 olika fågelarter.

### Miljöproblem
Bland Ecuadors miljöproblem kan nämnas att avverkning av skog orsakar jorderosion, att vattnet är förorenat och att föroreningar från oljeindustrin hotar ekologiskt känsliga områden i Amazonasregionen. Galapagosöarna lider också av olika sorters miljöproblem på grund av växande lokal befolkning (invandring från fastlandet) och trycket från turismen.

## Styre och politik

### Författning och styre
Republiken Ecuador har enligt författningen ett flerpartisystem, ett enkammarparlament med 132 ledamöter, samt en regering som leds av en vald president.

### Administrativ indelning
Ecuador är indelat i 24 provinser (provincias): Azuay,  Bolívar, Cañar, Carchi, Chimborazo, Cotopaxi, El Oro, Esmeraldas, Galápagos, Guayas, Imbabura, Loja, Los Ríos, Manabí, Morona Santiago, Napo, Orellana, Pastaza, Pichincha, Santa Elena, Santo Domingo de los Tsáchilas, Sucumbíos, Tungurahua och Zamora Chinchipe.

### Politik
Presidentvalet 2006 slutade i seger för Rafael Correa, vars regeringsprogram hade socialistiska och antiimperialistiska inslag. Correa blev Ecuadors åttonde president på tio år; han tillträdde den 15 januari 2007.
Det politiska landskapet kom efter Correas tillträde att helt domineras av honom och hans parti Alianza Pais (AP). Han är den president i Ecuadors historia som innehaft presidentposten längst. När han 2006 gick till val lanserades den så kallade medborgarrevolutionen – ett socialistiskt program inspirerat av chavismens ideal syftande till att förändra det politiska, ekonomiska och sociala systemet. Correa drev och fick under sin sista mandatperiod (2013–2017) igenom en konstitutionsändring som möjliggör ett obegränsat antal omval för presidenten. Då lagändringen mötte stark kritik blev processen utdragen, och det ledde också till att Correa meddelade att han inte ämnade ställa upp för omval 2017.
Med hjälp av höga olje- och råvarupriser fick medborgarrevolutionen en raketstart vid Correas tillträde. Genom den nationella utvecklingsplanen ”Buen Vivir” genomfördes stora statliga investeringar i hälsa, utbildning och infrastruktur som ledde till minskad fattigdom och arbetslöshet samt förbättrade levnadsvillkor och ökad tillgång till vård och skola. Correa och AP har genom åren haft ett starkt stöd framför allt från den fattigare delen av befolkningen.
Den 30 september 2010 fängslade en grupp poliser Correa och hotade honom till livet. Presidenten räddades av militär och enheter inom polisens specialstyrkor. Vid fritagningen dödades fyra personer. I april året därpå blev USAs ambassadör utvisad ur Ecuador.
I april 2020 dömdes Ecuadors förre president Rafael Correa i sin frånvaro till åtta års fängelse för korruption under de tio år som han satt vid makten 2007–2017. I valet 2017 fick Lenín Moreno, tidigare vicepresident, makten.
I maj 2021 blev högerpolitikern och affärsmannen Guillermo Lasso ny president i Ecuador. Han hade utropat sig till segrare i presidentvalet. Lasso fick 53 procent av rösterna och hans motståndare, vänsterkandidaten och ekonomen Andrés Arauz 47 procent. Lasso är också medlem i den ultrakonservativa katolska organisationen Opus Dei. Lasso ses fram för allt som ex-presidenten Rafael Correas motsats. Correa var själv blockerad från att ställa upp i val efter att hade dömts för korruption. Han befinner sig numera i Belgien.

### Försvar
Ecuador har i modern tid utkämpat tre krig med Peru: Ecuadoriansk-peruanska kriget 1941, Paquishakriget 1981 och Cenepakriget 1995. 
Landets krigsmakt är en yrkesarmé. Landet är indelat i fem militärområden, varav det femte omfattar havsområdena med Galápagosöarna.
- Armén har 25 000 soldater med omkring 130 stridsvagnar, 200 pansarskyttefordon och 60 flygplan och helikoptrar. Tyngdpunkten ligger dock på specialförband och djungelförband.
- Flygvapnet har 7 000 flygsoldater och är utrustat med ett begränsat antal Embraer EMB 314 Super Tucano för antigerillaoperationer, Dassault Mirage 5 attackflyg och Atlas Cheetah jaktflyg. Dess uppdrag omfattar huvudsakligen gränsövervakning.
- Marinen har 7 000 sjömän och marininfanterister, 20 större fartyg och 25 flygplan och helikoptrar. I marinen ingår marinflyget, kustbevakningen och marininfanteriet. Dess uppdrag omfattar huvudsakligen gränsövervakning och bekämpning av illegal invandring.

## Ekonomi och infrastruktur
Ecuador är ett utvecklingsland med ojämn inkomstfördelning; jorden ägs av ett fåtal.
Med hjälp av oljeinkomsterna har man inlett en industrialisering och anlagt vägar, hamnar, kraftverk m.m. Handelsutbytet sker främst med USA. Oljeberoendet gör emellertid ekonomin sårbar och de sjunkande oljepriserna 1986 drabbade landet hårt. Situationen förvärrades av 1987 års jordbävning.
Ecuador har stora oljetillgångar och bördiga jordbruksområden. Eftersom landet exporterar varor såsom olja, bananer och räkor är ekonomin mycket beroende av priserna på världsmarknaden. Ecuador gick med i Världshandelsorganisationen 1996, men har misslyckats med att uppnå många av medlemskraven. El Niño och låga oljepriser 1997-98 fick ekonomin att falla kraftigt under hela 1999. Efter detta har man med stöd av IMF genomfört ekonomiska reformer och hoppas kunna använda vinster från oljeexporten för att betala av på den stora utlandsskulden.  
2001 levde 70 % av hushållen under fattigdomsgränsen och inkomstskillnaderna var stora.
Ecuador hamnade nästan i statsbankrutt 1999 och fick genomlida ökande priser på bensin, gas och el, samtidigt som det inte fanns några råvaror från jordbruket att sälja eller livnära sig på. Landets export av varor och tjänster hade uppnåtts till 32 % 1992, men 1998-1999 sjönk den till 21 %. Ekonomin led också av bakslag efter att Ecuador hamnade i konflikt med Venezuela och Colombia i slutet av 90-talet på grund av inbördeskonflikten i Colombia med den inhemska gerillan Farc. Ecuadors suveränitet hade blivit kränkt på grund av gerillans intrång i landet. Men i december 2009 fastställde samarbetsorganisationen OAS (Organization of American States) att Colombia hade kränkt både Ecuador och Venezuelas suveränitet och skadestånd skulle utbetalas, dessutom förbättrades läget mellan dessa länder tack vare genom medlemskapet i den mellanstatliga organisationen Andinska gemenskapen (Comunidad Andina de Naciones, CAN). Målet med denna organisation är att skapa en gemensam inre marknad mellan de andinska länderna, Bolivia, Columbia, Peru och Ecuador. Man vill främja fri rörlighet av varor, tjänster, arbetskraft och kapital mellan medlemsländerna.
Men när Ecuador bytte valuta år 2000 från Sucre till US Dollar minskades exportinkomsterna på grund av dollarns ökande värde. Exporten ökade som mest till 37 % år 2000. Under Ecuadors finanskris stod världens import från Ecuador för 25 % av ekonomin och efter 2000-talet ökade den till 30-35 %.
Efter att Rafael Correa blev president, 2007, startade han en ekonomisk revolution. Internationella samarbeten med USA, EU, Ryssland och Kina stabiliserade Ecuadors välstånd efter den globala finanskrisen.
Efter den globala finanskrisen 2008 hade Ecuador svårt att betala av sina lån från andra länder, som USA, Kina och Ryssland. Dollarn blev svagare och detta ledde det till en stigande i inflation i USA såsom Ecuador och exporten minskades. Ecuadors statsskuld på 10 miljarder dollar motsvarade 1/5 av landets BNP. Från 2008-2010 ökade BNP sammanlagt med 3,7 %. Statsskulden ökade från 20 % till 23 % av landets BNP år 2012. Denna ökning uppstod i stor del tack vare Ryssland och Kina, som blev Ecuadors största kreditgivare. Under 2008-2012 hade länderna lånat Ecuador sammanlagt 8,5 miljarder US dollar. Oljeexporten ökade igen under 2010-2011 därmed ökade Ecuadors tillväxt av BNP med 8 %. 
Den totala tillväxten av BNP har sjunkit till 5,1 % 2012 och sjönk till 4 % 2013.

### Näringsliv

#### Jord-, skogsbruk och fiske
Landet har varit mycket beroende av jordbruket som länge grundat sig på en huvudgröda: kaffe dominerade från slutet av 1800-talet, senare kakao och, efter andra världskriget, bananer (Ecuador tillhör världens största bananexportörer, som står för mer än 1/10 av exportinkomsten i landet). Produkterna odlas i kustlandet på stora plantager. Bananodlingarna domineras av amerikanska intressen (tidigare av United Fruit Company). På höglandet odlar indianerna majs, korn, vete, potatis och grönsaker, medan storgodsen utnyttjar högslätterna till extensiv boskapsskötsel. Ett givande fiske bedrivs i den näringsrika Humboldtströmmen i Stilla havet. Skogsbruket är under utveckling, trots stora transportsvårigheter i den bergiga terrängen och Ecuador är världsledande producent av balsaträ. Stora fyndigheter av olja och naturgas gav från 1970-talet ett betydande ekonomiskt uppsving.

#### Energi och råvaror
Ungefär 67 % av elektriciteten produceras av vattenkraft och resterande av fossila bränslen. Ecuador har ensidigt infört USA-dollarn som valuta.
Oljan står för 4/5 av den totala energiförsörjningen och 40 % av landets totala export. Vattenkraft står för 1/5 och naturgas, vind och solkraft för bara några få procent.
Naturtillgångar är petroleum, fisk, timmer och  vattenkraft.

#### Tjänster och turism
Ecuadors dramatiska natur och det unika djurlivet på Galápagosöarna drar till sig en växande turism.

### Handel
Ecuador exporterar varor som snittblommor, bananer, räkor och olja. Ecuador är den största exportören av bananer i världen, stor del exporteras till EU, och står för mer än 1/10 av den totala exportinkomsten.
Ecuador blev medlem i OPEC 1973.

### Infrastruktur

#### Utbildning och forskning
År 2016 var andelen analfabeter i befolkningen 5,5 procent. Bland männen var andelen lägre, 4,6 procent, medan den bland kvinnor var högre, 6,5 procent.

## Befolkning

### Demografi

#### Urbanisering
Fram till för några decennier sedan bodde majoriteten av Ecuadors invånare i landets centrala högland, men idag är befolkningen mer spridd och ungefär lika många bor i bergen som längs med kusten. Landet har på senare år urbaniserats kraftigt, och totalt bodde ungefär 63,7 % av landets invånare i städer år 2015.

#### Större städer
| De folkrikaste städerna (2015) | De folkrikaste städerna (2015) |
| ------------------------------ | ------------------------------ |
| Stad                           | Invånarantal                   |
| Guayaquil                      | 2 709 329                      |
| Quito                          | 1 726 075                      |
| Cuenca                         | 360 505                        |
| Santo Domingo                  | 316 172                        |

#### Minoriteter
Ecuador har en mångkulturell befolkning, och den största etniska gruppen är mestiser, de utgör 65 % av befolkningen. Den näst största etniska gruppen är indianer (se jívaro), som utgör 25 % av befolkningen. 7 % av befolkningen består av vita ättlingar till spanjorerna, och resten består av mindre grupper av olika mörka folk.
Den fattiga indianbefolkningen här lever av självhushållsjordbruk och står i stort sett utanför samhällsekonomin; det finns också låglandsindianer vid kusten och i den glest befolkade östra regionen. Makten ligger hos den vita (spanskättade) överklassen, främst höglandets storgodsägare.

#### Migration
Nettomigration var 0,0 migranter per 1 000 invånare 2016.
På grund av en ekonomisk kris i slutet av 1000-talet emigrerade fler än 600 000 ecuadorianer till USA och Europa mellan 2000 och 2001. Folk flyttade främst till Italien, Spanien och USA. Den östra tropiska regionen öster om bergen är sparsamt befolkad, och enbart runt 3 % av landets befolkning bor där.

### Språk
Spanska är officiellt språk och över 90 % är katoliker. Flera indianspråk talas också och naturreligioner lever kvar bland indianerna.

### Religion
Cirka 92 procent av befolkningen är troende. Av dessa är 80,4 procent romersk-katolska; 11,3 procent är protestantiska, inklusive pingstvänner; och 1,3 procent är Jehovas vittnen. Sju procent tillhör andra religiösa grupper; muslimer, buddhister, judar, hinduer, Jesu Kristi Kyrka av Sista Dagars Heliga (mormoner), anglikaner, lutheraner, Öst Ortodox, presbyterianer, medlemmar i Enighetskyrkan, Bahais, andetroende, anhängare av Inti (den traditionella Inka-solguden), och inhemska och afrikanska religioner.
Som i alla andra latinamerikanska länder har protestantisk evangelism vuxit kraftigt, speciellt i landets fattiga områden, men det finns många som inte vill konvertera. Jehovas vittnen har över 130 000 bekännare. Landet får också fler och fler mormoner.
Det finns en minoritet muslimer bestående av ett par tusen, och det finns även precis över 1 000 judar, varav de flesta är av tyskt ursprung.

### Hälsa
År 2016 var spädbarnsdödligheten 16,9 dödsfall per 1 000 levande födslar, med en högre dödlighet bland pojkar (19,9 dödsfall) än bland flickor (13,7 dödsfall). År 2014 var 18 procent av den vuxna befolkningen överviktiga, medan 6,4 procent av barn under fem års ålder var underviktiga enligt siffror från 2013.

## Internationella rankningar
| Organisation                                | Undersökning                   | Rankning   |
| ------------------------------------------- | ------------------------------ | ---------- |
| Heritage Foundation/The Wall Street Journal | Index of Economic Freedom 2019 | 170 av 180 |
| Reportrar utan gränser                      | Pressfrihetsindex 2019         | 97 av 180  |
| Transparency International                  | Korruptionsindex 2018          | 114 av 180 |
| FN:s utvecklingsprogram                     | Human Development Index 2018   | 85 av 189  |